# Franciszek Kurpierz
Franciszek Ksawery Kurpierz (ur. 1888 w Półwsi, zm. 1942 w Krakowie) – działacz społeczny w okresie plebiscytu, publicysta.
Studiował we Wrocławiu i Berlinie i po ich ukończeniu wrócił do Opola, gdzie podjął pracę w "Gazecie Opolskiej. W roku 1911 założył "Bank Rolników" a krótko potem czasopismo "Nowiny", które od roku 1922 ukazują się pod nową nazwą "Nowiny Codzienne".
W okresie plebiscytowym został komisarzem na powiat opolski. Po zakończonym Plebiscycie na Górnym Śląsku Franciszek Kurpierz w roku 1922 musiał wyjechać z Opola i przeniósł się do Poznania, gdzie mieszkał do czasu wybuchu II wojny światowej.